# Cryptonothrotes pseudoapterus
Cryptonothrotes pseudoapterus is een rechtvleugelig insect uit de familie Pamphagidae. De wetenschappelijke naam van deze soort is voor het eerst geldig gepubliceerd in 2004 door La Greca.